# Messehof

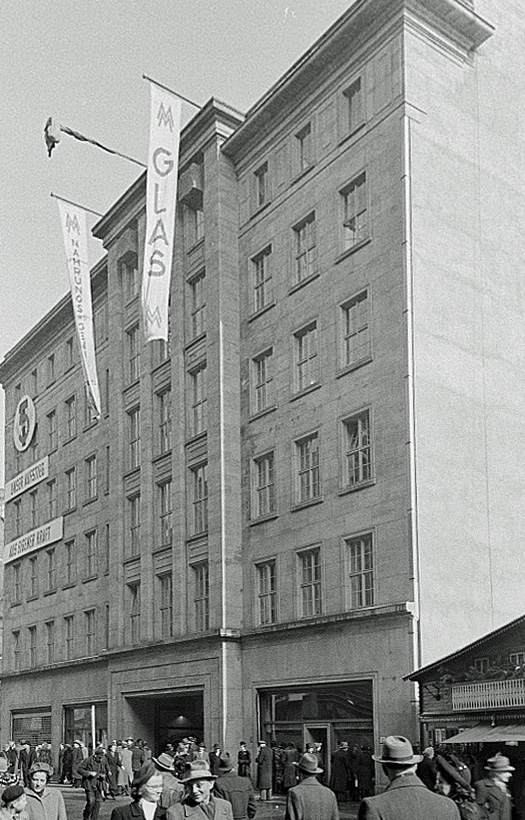
Messehof in der Petersstraße, 1951

Der Messehof ist ein heutiges Geschäftshaus mit Ladenpassage, der Messehofpassage, in der Leipziger Innenstadt. Es wurde zwischen 1949 und 1950 errichtet und ist der erste städtische Messehausneubau nach dem Zweiten Weltkrieg.

## Geschichte

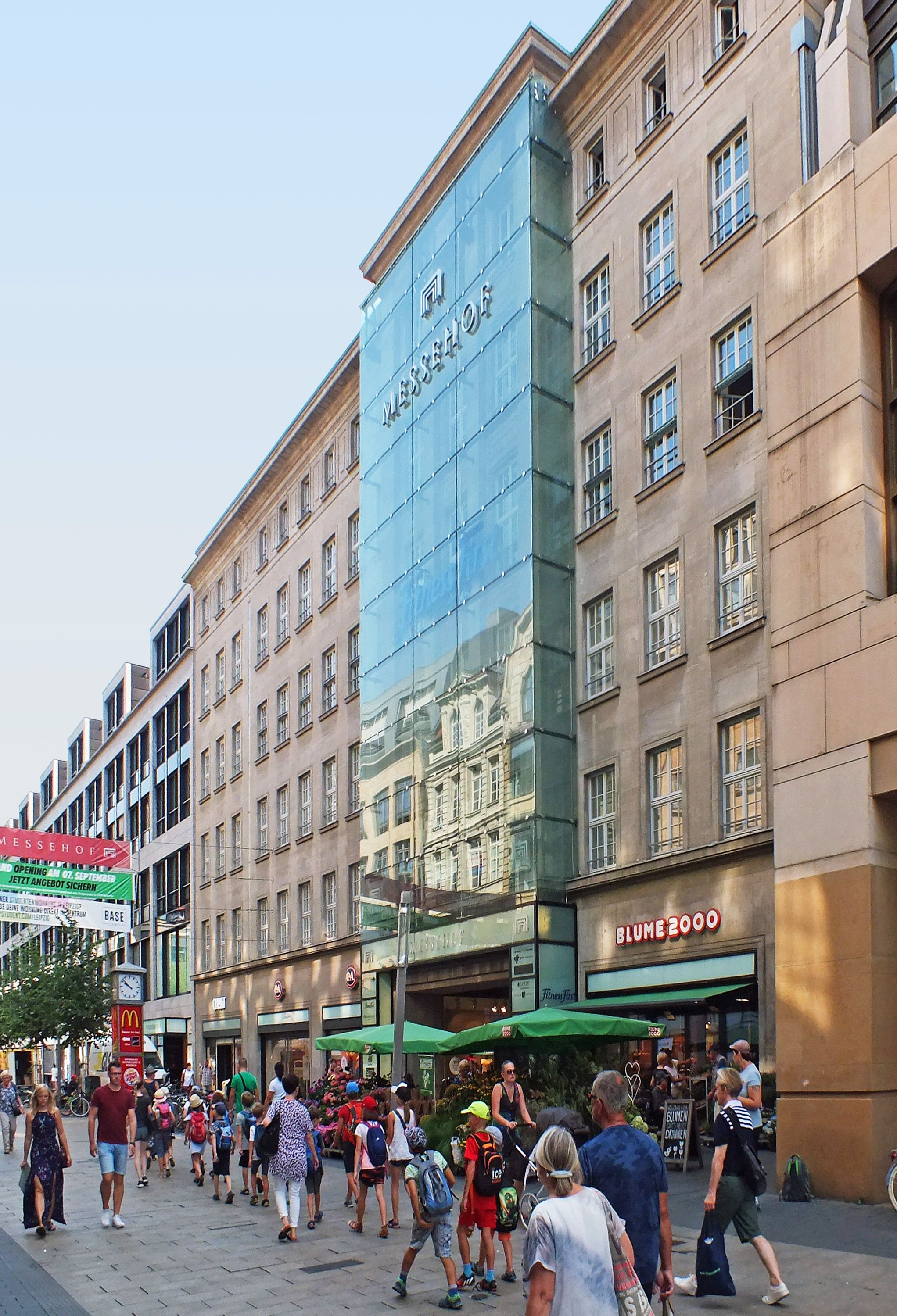
Messehof, 2018

Bereits kurz nach Ende des Zweiten Weltkriegs plante das Leipziger Messeamt, die örtliche Messe bis spätestens 1946 wieder aufzunehmen. Vorschläge des Reichsmesseamtes von 1944 übernehmend, galt als Maßgabe, die innerstädtische Mustermesse wiederzubeleben. Nach mehrjährigen Planungen wurde 1948 das bis dahin private Grundstück zwischen Petersstraße 15 und Neumarkt 16–18 enteignet, um dort einen neuen Messeblock zu errichten. Der bedeutendste Vorgängerbau auf dem Areal war das im Zweiten Weltkrieg zerstörte barocke Stadtpalais Hohmanns Hof, das sich der Leipziger Bankier Peter Hohmann zwischen 1729 und 1731 errichten ließ (Petersstraße 15, hinterer Gebäudeteil Neumarkt 16). Am Neumarkt 18 war das Zeißighaus zu finden, ein weniger beschädigtes kleineres Messehaus, das durch den Architekten Julius Zeißig von 1906 bis 1907 errichtet und im Rahmen der Neubebauung aufgestockt und architektonisch an das Gesamtkonzept angepasst wurde.
Der zuvor schon maßgeblich in die Planungen der Messeneubauten eingebundene Leipziger Architekt Eberhard Werner sorgte für die Entwürfe. Wie auch das später nach knapp dreijähriger Bauzeit 1965 endgültig fertiggestellte Nachbargebäude Messehaus am Markt ist der Messehof auf Seite der Petersstraße um einige Meter gegenüber der historischen Straßenflucht zurückgesetzt worden, um zentral und stark frequentierte Altstadtstraßen zu verbreitern. Im Oktober 1949 begannen die Bauarbeiten, zur Frühjahrsmesse 1950 konnten bereits die drei unteren Geschosse genutzt werden. Im August 1950 wurde der Bau endgültig fertiggestellt und der Öffentlichkeit übergeben. Im Rahmen der Errichtung des Messehauses am Markt wurde der Gebäudeteil in der Petersstraße um drei gleich gestaltete Fensterachsen in nördlicher Richtung erweitert. Von 1964 bis 1997 waren das Messehaus am Markt und der Messehof Standort der Leipziger Buchmesse, seitdem werden beide Gebäude als Geschäftshäuser genutzt.
Zwischen 2004 und 2006 wurde das Haus im Auftrag von deutschen und niederländischen Investoren durch das Architektenbüro Weis & Volkmann zusammen mit dem Gebäude Messehaus am Markt umfassend umgebaut. Die beiden Kopfbauten des Messehofs an Petersstraße und Neumarkt behielten weitestgehend ihre ursprüngliche Architektur.
In der Leipziger Stadt- und lokalen Architekturgeschichte werden Messehaus am Markt und Messehof häufig zusammen betrachtet, da sie lange Zeit im Inneren einen zusammenhängenden Gebäudekomplex mit gemeinsamer Nutzung bildeten.

## Architektur
Der an den beiden Kopfbauten siebengeschossige Messehof ist an der Petersstraße 32 Meter breit und hat 15 Fensterachsen. Die beiden obersten Geschosse haben Mezzanin-Charakter, das zurückgesetzte siebente Geschoss bildet unterhalb des einseitigen Walmdaches eine Terrasse und mindert davorstehend optisch die Höhe des Hauses. Am Neumarkt ist das asymmetrisch geschnittene Gebäude an der Fassade 27 Meter breit und besitzt acht Fensterachsen. Von der Straßenseite aus sind fünf Geschosse erkennbar, bei den beiden obersten zurückgesetzten Geschossen beginnt hier schon die Neigung des unregelmäßig geformten Daches.

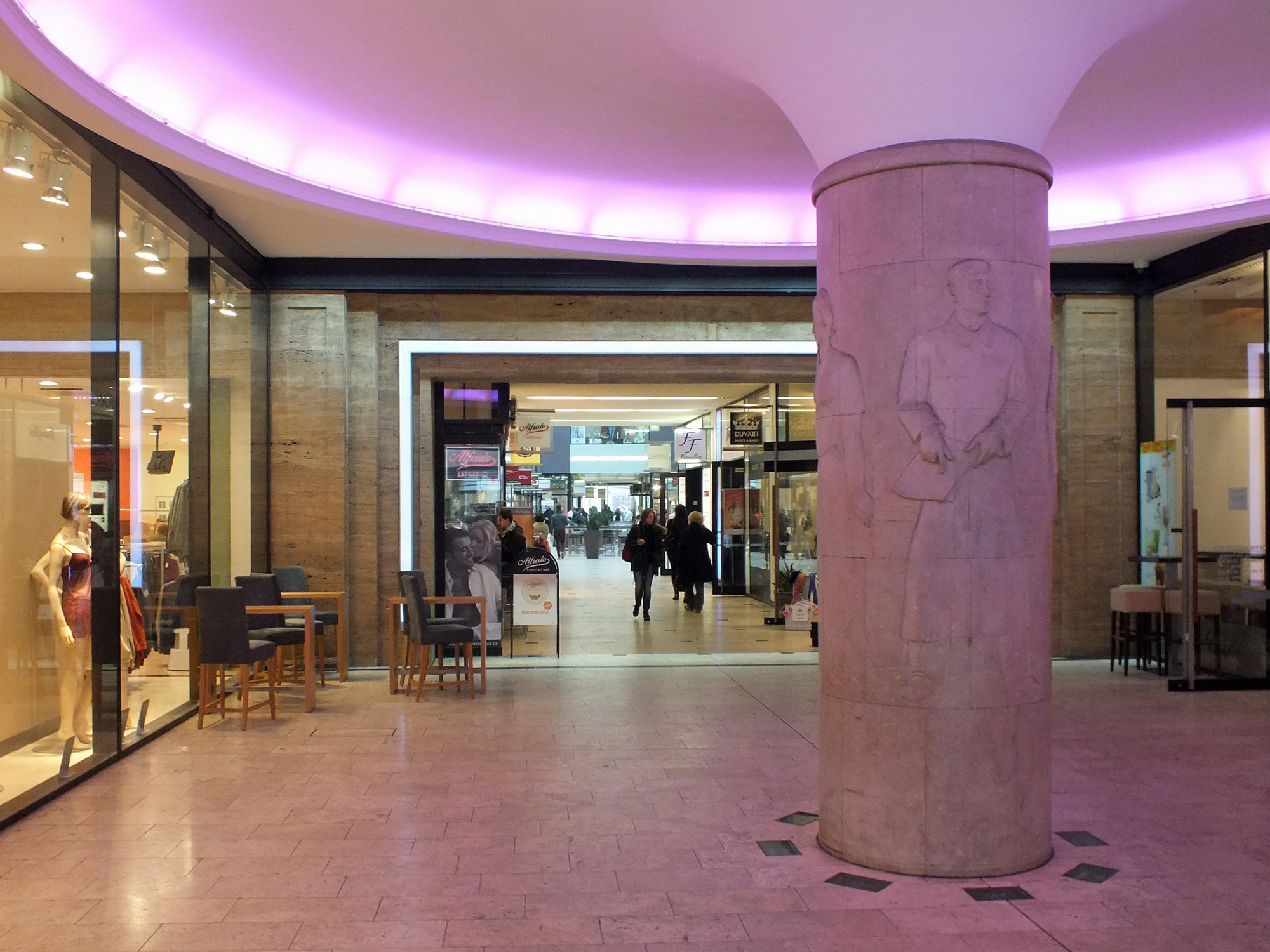
Eingangshalle Petersstraße, 2011

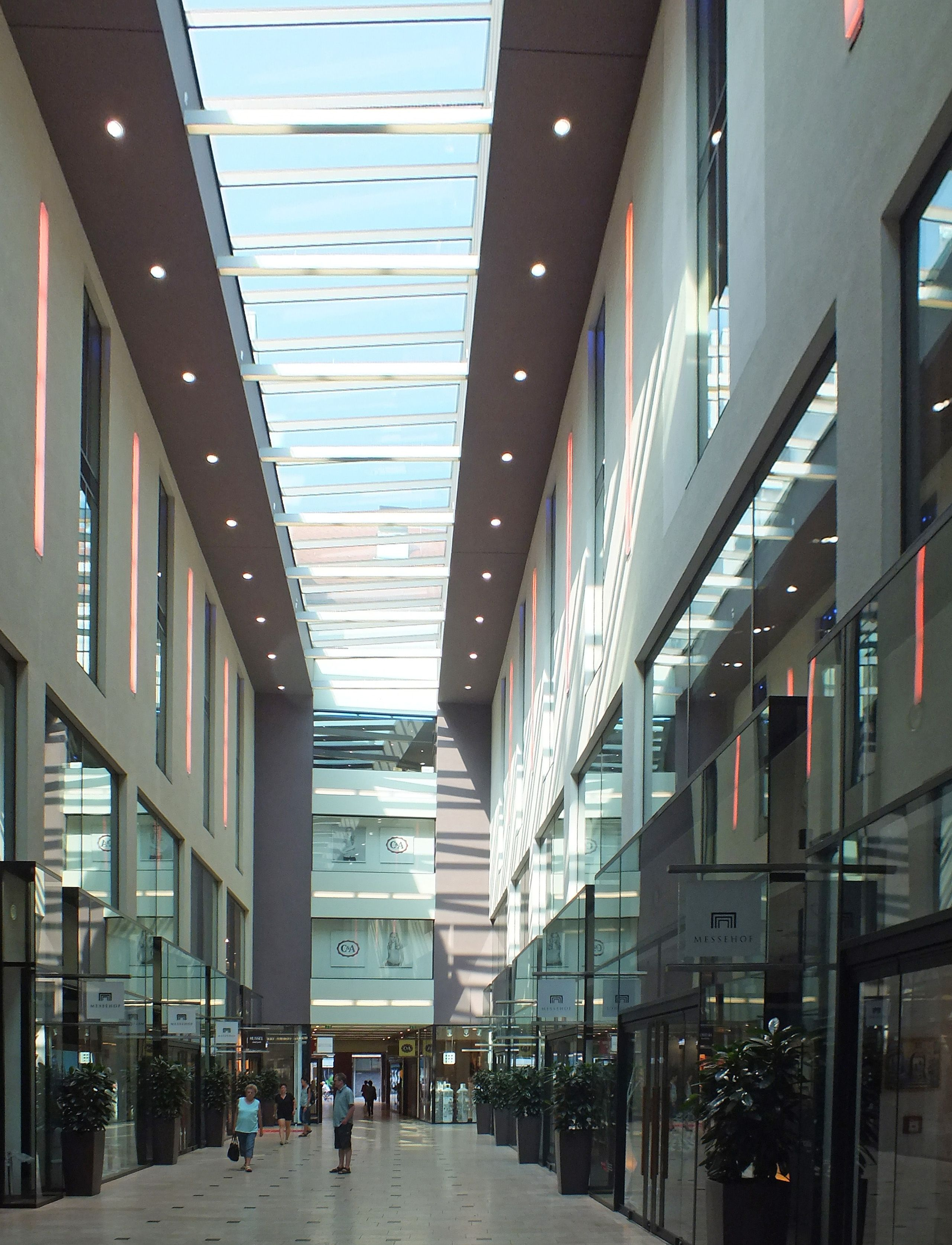
Die neue, hohe Passage

Die Verkleidung der im Baustil der 1920/1930er Jahre sachlich gestalteten Fassaden besteht aus Langensalzaer Kalkstein. An beiden Fassaden ist jeweils ein Risalit vorzufinden, ein dreiachsiger und sechs Geschosse hoher in der Petersstraße sowie ein zweiachsiger am Neumarkt, der Erdgeschosshöhe hat. Im Rahmen des Umbaus 2004 bis 2006 erhielten die Risalite etwa 60 cm vorstehende Glasfassaden, welche Werbezwecken dienen und die eigentliche Fassadenstruktur optisch vergessen lassen.
In den Risaliten befinden sich die erdgeschosshohen Eingänge der etwa 105 Meter langen und leicht gekrümmten Messehofpassage. Den Eingang in der Petersstraße gestaltete Eberhard Werner 1950 als großzügige travertinverkleidete Eingangshalle mit den Maßen 14 × 16 Metern, von der man aus Zugang zum Haupttreppenhaus und fünf Aufzügen hatte. In der Mitte des Eingangs befindet sich bis heute die sogenannte Pilzsäule, auf der im Flachrelief im Stil des frühen Sozialistischen Realismus der DDR vier Werktätige abgebildet sind: ein Bergmann, eine Spinnerin, ein Genossenschaftsbauer und ein geistig Arbeitender. Das Relief Arbeit und Handel auf der Säule aus hellem Jura-Marmor schuf der Steinmetzmeister Fritz Przibila nach Entwürfen des Leipziger Bildhauers Alfred Thiele.
Der Eingangsbereich wurde während des Umbaus 2004/2006 verkleinert, den beiden Seiten wurden Schaufenster vorgesetzt. In dieser Zeit wurde auch der eigentliche Passagengang – bis dahin eingeschossig und künstlich beleuchtet – völlig neu gestaltet. Zwischen den erhaltenen Kopfbauten entstand ein komplett neuer Gebäudeteil mit einem hohen, viergeschossigen Passagenraum und Zugängen zu neuen Treppenhäusern und Aufzügen, durch ein durchgehendes Glasdach natürlich belichtet. Die Passage enthält eine Verbindung zur Messehaus- und somit zur Mädlerpassage. Außerdem führt ein Passagenarm durch das südlich gelegene Nebengebäude zum Preußergäßchen. Damit bildet die Messehofpassage ein Zentrum der kreuzförmig angeordneten und in alle Himmelsrichtungen gehende Passagen im Gebäudeblock zwischen Markt / Grimmaischer Straße, Neumarkt, Preußergäßchen und Petersstraße.